# Vol KLM 867
Le 15 décembre 1989, le vol KLM 867, un vol international régulier reliant Amsterdam, aux Pays-Bas, à Tokyo, au Japon, a été contraint d'effectuer un atterrissage d'urgence à l'aéroport international d'Anchorage Ted-Stevens, en Alaska, lorsque les quatre moteurs sont tombés en panne en plein vol. Le Boeing 747-400 assurant ce vol, âgé de moins de six mois, a traversé par inadvertance un épais nuage de cendres volcaniques du Mont Redoubt, qui était entré en éruption la veille de l'incident.

## Avion
L'appareil impliqué était un Boeing 747-406M immatriculé PH-BFC (numéro de série 23982). Cet avion gros-porteur, équipé de quatre moteurs General Electric CF6-80C2B1F, a effectué son vol inaugural le 30 juin 1989. Il avait, au moment de l'incident, presque six mois et a été livré neuf à KLM Royal Dutch Airlines en septembre 1989.

## Incident

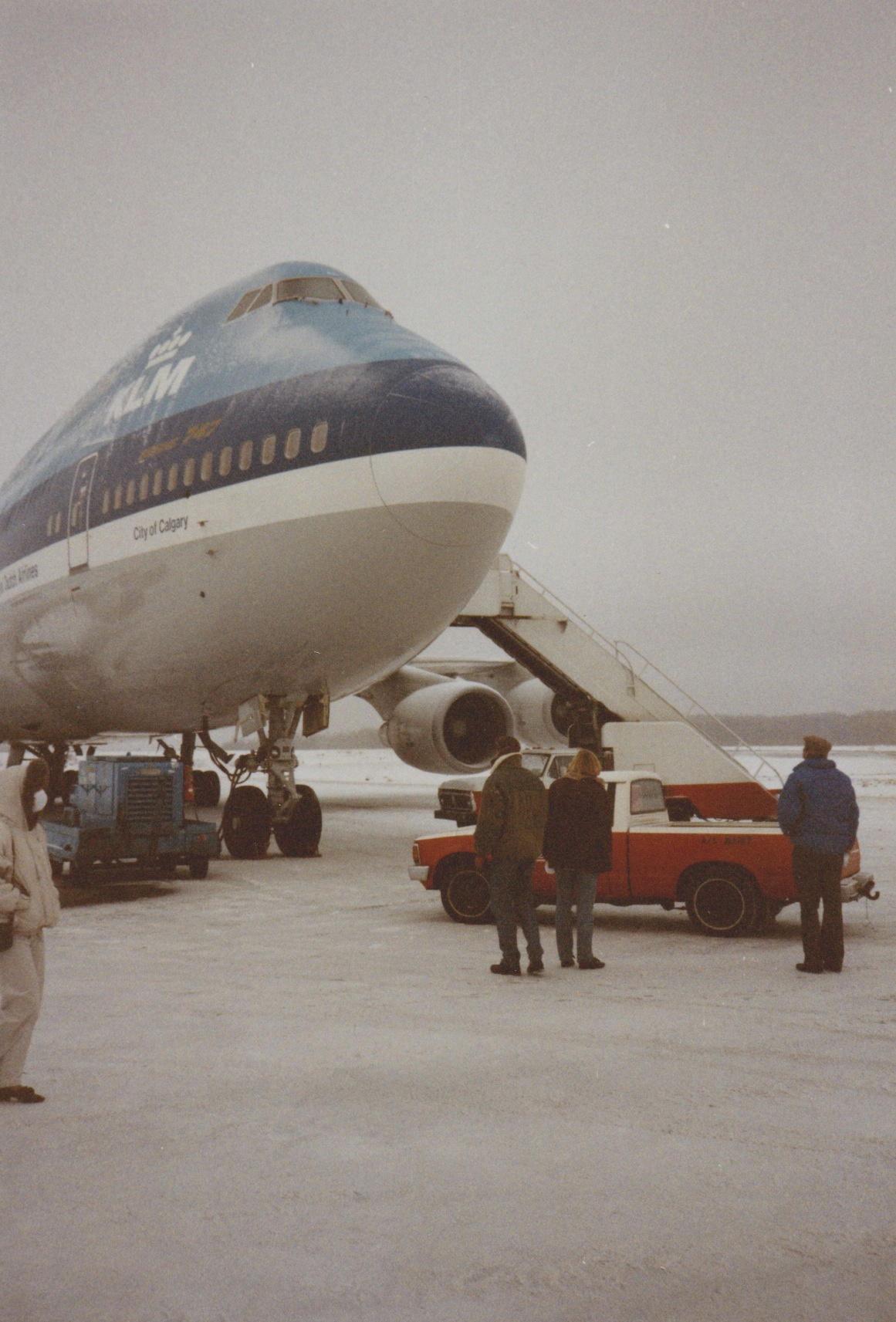
L'équipage du vol 867 inspectant les dommages sur l'appareil, causés par le nuage de cendres, à l'aéroport international d'Anchorage Ted-Stevens un jour après l'incident.

Les quatre moteurs du 747 se sont tous arrêtés, ne laissant que les systèmes d'urgence sur l'alimentation électrique de secours. Après l'arrêt des moteurs, l'intense chaleur au sein des moteurs a transformé les cendres volcaniques en une fine pellicule de verre, qui a trompé les capteurs de température dans les moteurs et conduit à l'arrêt automatique des moteurs,.
Lorsque les quatre générateurs principaux se sont éteints en raison de la panne des moteurs, une interruption momentanée de l'alimentation s'est produite lorsque les instruments de vol sont passés en mode veille. L'alimentation de secours du Boeing 747-400 est fournie par deux batteries et des onduleurs. 
Le commandant de bord a exécuté la procédure de redémarrage des moteurs, qui a échoué lors des premières tentatives, et l'a répétée jusqu'à ce que le redémarrage soit effectué. Lors de certaines tentatives, lorsqu'un ou plusieurs moteurs ont commencé à fonctionner, le générateur principal s'est rallumé. 
Ces allumages et extinctions ont provoqué des interruptions répétées du transfert de puissance vers les instruments de bord. L'extinction temporaire des instruments a donné l'impression que l'alimentation de secours avait échoué. Ces transferts de puissance ont ensuite été vérifiés à partir de l'enregistreur de paramètre.
Après avoir entamé une descente de plus de 14 000 pieds (4 250 m), l'équipage est parvenu à redémarrer les moteurs et a fait atterrir l'avion en toute sécurité à l'aéroport international d'Anchorage. Les cendres ont causé plus de 80 millions de dollars de dommages à l'appareil, nécessitant le remplacement des quatre moteurs, mais il n'y a eu aucun mort ni blessé parmi les 245 passagers et membres d'équipage à bord,.

## Conséquences
À la suite de cet incident, le 747 impliqué, PH-BFC, est resté en service chez KLM Royal Dutch Airlines jusqu'à son retrait de la flotte le 14 mars 2018. 
Il a rejoint la flotte de KLM Asia lors de la création de la filiale en 1995, jusqu'à ce qu'il soit rendu à KLM en 2012 et repeint avec la livrée standard de la compagnie après un contrôle d'entretien. Il a ensuite été mis au rebut en janvier 2020 à l'aérodrome de Téruel.
À la suite de cet incident, KLM a continué d'exploiter la liaison Amsterdam - Tokyo, en utilisant le numéro de vol 861, qui est désormais un vol direct vers l'est exploité par un Boeing 777. Le numéro 867 est désormais utilisé pour les vols reliants Amsterdam à Osaka.